# Medrese (ort i Azerbajdzjan)
Medrese (ryska: Матраса) är en ort i Azerbajdzjan.   Den ligger i distriktet Ağsu Rayonu, i den centrala delen av landet, 120 km väster om huvudstaden Baku. Medrese ligger 738 meter över havet och antalet invånare är 2 597.
Terrängen runt Medrese är kuperad. Närmaste större samhälle är Shamakhi, 7,0 km öster om Medrese.
Trakten runt Medrese består till största delen av jordbruksmark. Runt Medrese är det ganska glesbefolkat, med 31 invånare per kvadratkilometer.